# 皇山町
皇山町（こうざんちょう）は、埼玉県さいたま市浦和区の町丁。住居表示実施地区。郵便番号は330-0045。

## 地理
さいたま市浦和区北部の大宮台地（浦和大宮支台）上に位置する。地区の東側を木崎、南側を領家、西側から北側にかけて上木崎と接する。また地区の南東側は対角線上に大東が位置する。徒歩圏内には与野駅があるが、やや離れている。そのため当地区は閑静な住宅地となっている。商業施設などはないが、埼玉県立浦和西高等学校や、さいたま市立木崎小学校などの教育機関が近い。

### 地価
住宅地の地価は、2022年（令和4年）1月1日の公示地価によれば皇山町17-13の地点で23万円/m2となっている。

## 歴史
- 1982年（昭和57年）8月1日 - 浦和市大字上木崎と下木崎の各一部から住居表示実施に伴い皇山町が成立[6]。上木崎の小字皇山（こうざん/こうさん/すめらやま）からつけられた。なお下木崎は現在の木崎にあたる。
- 2001年（平成13年）5月1日 - 浦和市が与野市、大宮市と合併しさいたま市となり、さいたま市の町名となる。
- 2003年（平成15年）4月1日 - さいたま市が政令指定都市に移行し、さいたま市浦和区の町名となる。

## 世帯数と人口
2017年（平成29年）9月1日現在の世帯数と人口は以下の通りである。
| 町丁   | 世帯数  | 人口    |
| ------ | ------- | ------- |
| 皇山町 | 824世帯 | 1,957人 |

## 小・中学校の学区
市立小・中学校に通う場合、学区（校区）は以下の通りとなる。
| 番地 | 小学校                 | 中学校                 |
| ---- | ---------------------- | ---------------------- |
| 全域 | さいたま市立木崎小学校 | さいたま市立大原中学校 |

## 交通
地区内に鉄道は敷設されていない。最寄駅は京浜東北線与野駅が皇山町17-13の地点よりおよそ1.5 kmの場所にある。

### 道路
- 埼玉県道1号さいたま川口線 - 「西高前」停留所が地区内に設置されている。

## 施設
- 聖フランシスコ会修道院
- 聖フランソア幼稚園
- 北浦和教会

※ 皇山第二公園は上木崎七丁目、皇山不動尊は木崎二丁目に立地する。